# Sopa de lingueirão
A sopa de lingueirão é um prato típico da culinária portuguesa, de origem da região do Algarve.
Depois de devidamente cozido, o lingueirão é cortado aos pedaços e junta-se a um refogado previamente preparado. Depois de bem misturado, junta-se a água da cozedura do lingueirão, deixa-se ferver e adiciona-se arroz. Na parte final, acrescentam-se coentros, o manjericão a salsa, o alecrim, a noz moscada, a pimenta, o sal
e serve-se em tigela de sopa.